# Domingos Barbé
Domingos Barbé foi um destacado padre operário do Brasil, precocemente aposentado por conta de um acidente de trabalho, dedicou sua vida à formação de liderança operárias em comunidades eclesiais de base em Osasco.
Foi também um teórico e ativista da não-violência, tendo escrito o livro A Graça e o Poder onde elabora os motivos da necessidade da adoção da não-violência ativa na luta social brasileira. Em 1978 juntamente com outros sacerdotes católicos, pastores evangélicos, agentes pastorais e cristãos engajados, entre eles: o advogado Mário Carvalho de Jesus, Frei José Alamiro, Rosalvo Salgueiro, Fréd Kunz (Alfredinho), Dom Antônio Batista Fragoso, Dom Helder Câmara, Dom Geraldo Albano de Freita, e muitos outros, fundou o Secretariado Nacional Justiça e Não-Violência, que na verdade era a versão brasileira do  Servicio Paz y Justicia en América Latina, que haviam fundado no ano anterior em Medellín na Colômbia juntamente com Adolfo Pérez Esquivel e outros teólogos latino-americanos.